# Székesfehérvári Püspöki Könyvtár

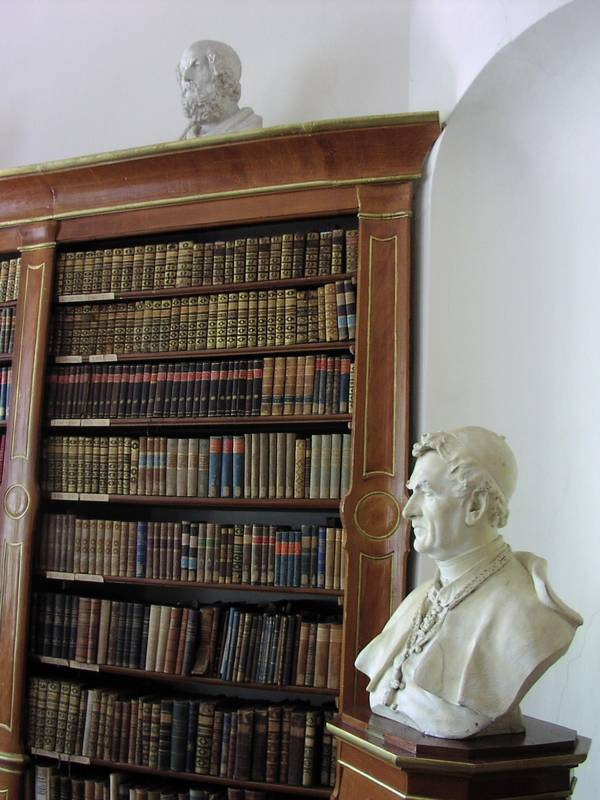
A Székesfehérvári Püspöki Könyvtár

A Székesfehérvári Püspöki Könyvtár létezését 1777-től, az egyházmegye megalapításától számíthatjuk. Állománya szinte kizárólagosan a főpapi hagyatékokból gyarapodott. Így a könyvtár  a székesfehérvári püspökök szellemi érdeklődését is tükrözi, és különös történeti és művelődéstörténeti értéket jelent.

## A könyvtár története

### Sélyei Nagy Ignác, az első püspök és a könyvtár keletkezése
Mária Terézia 1777-ben a Veszprémi egyházmegye feldarabolásával, annak keleti részén Székesfehérvár központtal új püspökséget hozott létre. Élére első főpásztorként a város szülöttét Sélyei Nagy Ignácot nevezte ki. Sélyei Nagy lerakta egyházmegyéje jogi és gazdasági alapjait, belekezdett a püspöki palota építésébe is, azonban az új püspökség szegénysége miatt nagyszabású terveit nem valósíthatta meg. Ezen tervek között volt többek között egy reprezentatív könyvtár kialakítása is, erről így írt Bernáth György bécsi udvari ágensének: „… ami pedig a legfontosabb és amit leginkább fájlalok, lehetetlenség számomra, hogy akár csak gondoljak is arra, hogy valami jelentősebb könyvtárat szerezhessek magamnak.”
Sélyei Nagy 1789-es halálakor ennek ellenére sem jelentéktelen könyvállományt hagyott maga után, noha az nyilván nem mérhető kora legnagyobb könyvgyűjtőiéhez. A hagyatéki leltárból tudjuk, hogy halálakor 1264 kötetben, összesen 639 művet, valamint 9 kötetnyi folyóiratot őrzött, a lakásául szolgáló régi prépostsági épület egyik egyablakos termében, négy szekrényben és a falak mentén elhelyezve.

### Interregnum
Sélyei halálát követően az egyházmegye élére Milassin Miklós került aki egészen 1811-ig állt az egyházmegye élén. Milassinnak, elődje eredményeire támaszkodva sikerült befejeznie a palotát, mely 1801-ben készült el és azóta Székesfehérvár belvárosának egyik legmeghatározóbb eleme. Kormányzásának jelentős eseménye volt az egykori karmelita rendház megszerzése ahol berendezkedett az új egyházmegye szemináriuma. Ezek a nagy erőfeszítések mellett nem meglepő, hogy Milassin nem tudott a könyvtárra komoly erőforrásokat fordítani. A halála évéből származó könyvjegyzék tanúsága szerint a könyvek száma így is 825 kötettel gyarapodott.
Elhunytát követően a napóleoni háborúk zavarai közt az udvar nem nevezett ki új főpásztort az egyházmegye élére öt éven keresztül. Ezalatt az idő alatt a könyvtár sem fejlődött, sőt számos kötet elveszett. Ezt látva az 1816-ban kinevezett Vurum József püspök elrendelte, hogy üresedés esetén a könyvtár kulcsait a káptalan őrizetére kell bízni, hogy az állomány érintetlenségét garantálni lehessen. Vurum József mindössze öt éven át állt az egyházmegye élén, 1821-ben a nyitrai püspöki székbe távozott. Főpásztorkodásának jelentősége a könyvtárra nézve abban áll, hogy feltehetőleg az ő ideje alatt kerültek a könyvek a palota északi szárnyába ahol az eredeti termet ugyan már régen kinőve, de máig raktározva vannak. Vurum távozását követően előbb Kopácsy József, majd Szutsits Pál Mátyás került rövid ideig az egyházmegye élére. Kopácsy négy év után 1825-ben veszprémi püspök lett, majd 1839-ben esztergomi érsek és prímás, Szutsits pedig 1830-ban három évvel székesfehérvári kinevezése után a diakovári székbe távozott. A könyvtár jelentős gyarapodást ebben az időben nem könyvelhetett el, hiszen a nagyobb jelentőségű egyházmegyék élére távozó püspökök a könyveiket is magukkal vitték.

### Út az aranykorig
1830. szeptember 13-án nevezte ki a király Horváth Jánost székesfehérvári püspöknek. A jobbágyi származású, de igen tehetséges Horváth János Bajzáth József veszprémi püspök támogatásával Pozsonyban tanulhatott filozófiát és teológiát. Itt ismerkedett meg kora haladó szellemi áramlataival és itt vált egy életre elkötelezett hívévé a magyar nyelvnek. Tudományos munkásságának legkiemelkedőbb pontja az Egyházi értekezések című magyar nyelvű teológiai folyóirat 1820-as elindítása, amivel a magyar hittudományi szaknyelv kialakításához is jelentékeny mértékben hozzájárult. A reformkor eszméivel szimpatizáló és tettekben és anyagiakban is támogató főpap munkássága korai halála miatt nem teljesedhetett ki. Horváth János 1835. január 16-án hunyt el, kevesebb mint öt év főpapságot követően. Hagyatéki könyvjegyzéke így is jelentős és értékes gyarapodást mutat. A jegyzék 3271 művet sorol fel, köztük közel 300 magyar nyelvűt. Könyvtára igazi tudós könyvtár volt, mely egy roppant sokoldalú tudós szellemi érdeklődését tükrözi.
1837-ben került az egyházmegye élére, egyetlen főúri származású püspöke, Barkóczy László személyében. Elődjéhez hasonlóan szintén nyitott volt a reformkor eszméire, különösen a népoktatás területén fáradozott sokat. Élete végén úgy rendelkezett, hogy könyveit adósságai fejében árverezzék el, ami azonban szerencsére nem történt meg, így négy évvel később 1851-ben azok bekerültek a könyvtár állományába. Az ekkor készült jegyzék tanúsága szerint a gyűjtemény összesen 1451 kötetben, 647 művel gyarapodott. A munkák között legnagyobb arányban természetesen a püspök lelkipásztori munkáját segítő teológiai irodalmat találjuk, de igen jelentős a történeti és jogi művek száma is.
Barkóczy halálát követően majd öt évig nem volt püspök az egyházmegye élén. Az uralkodó 1848. június 25-én ugyan kinevezte Karmer Antalt székesfehérvári püspöknek, székét azonban nem foglalta le, mivel a pápai megerősítés megérkezése előtt 1849. október 27-én már a győri székbe kapott új uralkodói kinevezést. Az új püspök, Farkas Imre székfoglalására tehát egészen 1851-ig kellett várni. Farkas Imre az egyházmegye szülöttje, szelíd imádságos lelkületű, igazi atyja volt egyházmegyéjének. Kormányzása kezdetén egyszerre került a könyvtár állományába két elődje Horváth János és Barkóczy László hagyatéka, így az már nem fért el a feltehetően Vurum József kormányzása alatt számára kijelölt teremben és rendezetlensége okán gyakorlatilag használhatatlanná is vált. Ezt felismerve Farkas püspök idején megkezdődött annak első, szakok szerinti rendezése, mely azonban feltehetően a püspök halála miatt, végül abbamaradt. Az ismeretlen rendező a könyvtárterem előtti folyosószakaszon felállított 2.8 méter magas polcokon helyezte el a teremből kiszorult könyveket.

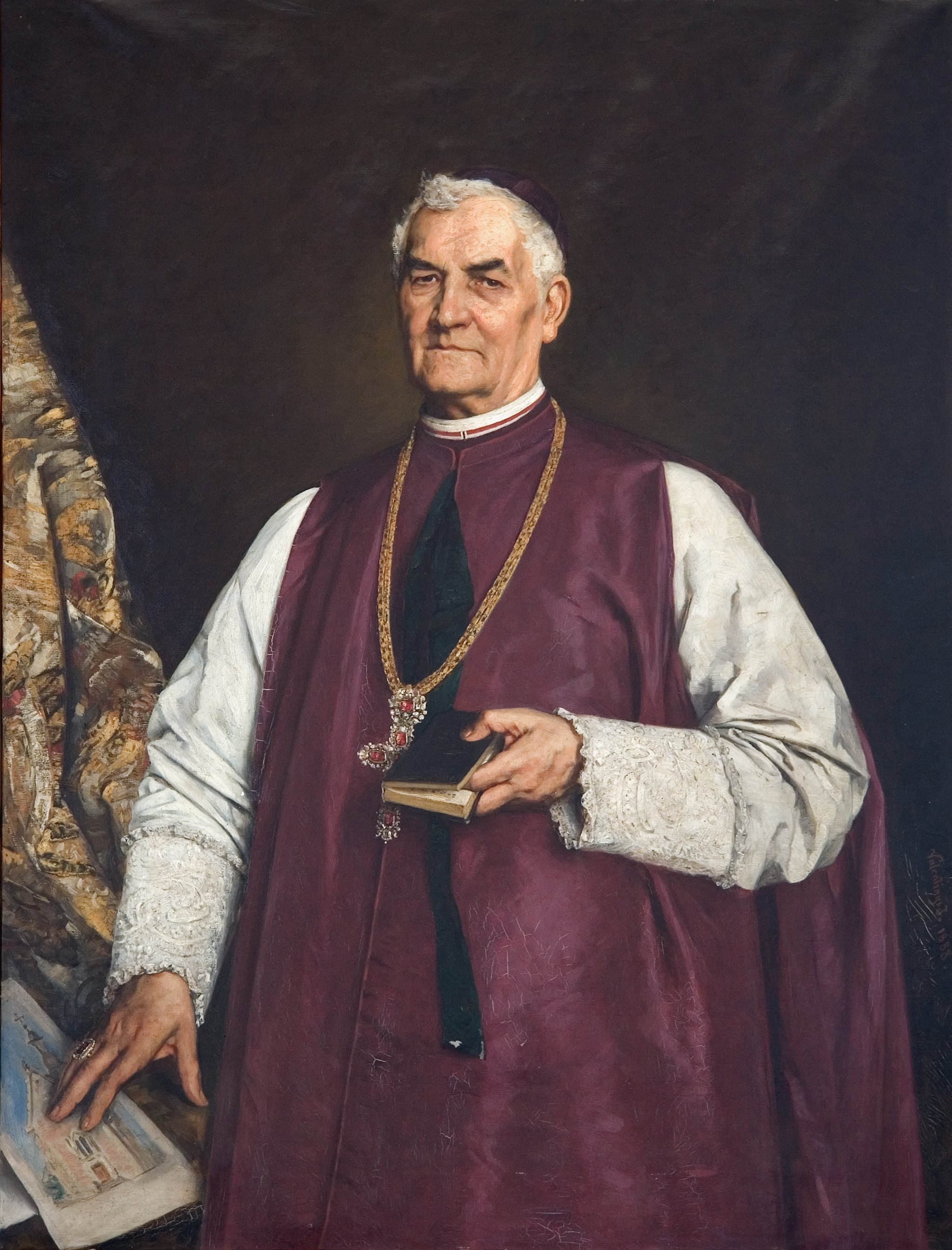
Valentiny János: Pauer János (fotó: Lakata Pál)

A püspök 1866-os halálával ismét jelentős gyarapodás következett be, hagyatéki jegyzéke 3177 kötetben 1828 művet sorol fel. Farkas Imre elhunyta után a könyvtár életében több mint egy évtizedig jelentős változás nem történt. Utóda, Jekelfalussy Vince, ugyan haláláig viselte a székesfehérvári püspöki címet, de hagyatékában talált könyvekről nem maradt fenn leltár. Semmi okunk azt feltételezni, hogy ennek ellenére jelentősen gyarapította volna a püspöki könyvtárat. Az őt követő főpásztor, Dulánszky Nándor pedig csupán 1875 és 1877 között állt az egyházmegye élén, majd a pécsi székbe távozott és természetesen könyvtárát is magával vitte.

### Pauer János és a könyvtár aranykora
Pauer János nagy volumenű bibliofil könyvgyűjtésének köszönhetően a püspöki könyvtár ebben az időben helyi jelentőségű kulturális intézményből országos jelentőségűvé vált. Pauer 1814. augusztus 1-jén született Ráckevén, szerény anyagi lehetőségekkel rendelkező családból. A tehetséges ifjú tanulmányait a szintén lelkes könyvbarát Simonyi Pál prépost segítette. Már felszentelt papként hívta meg Szaniszló Ferenc, a későbbi nagyváradi püspök, a Religio és Nevelés című folyóirathoz szerkesztőnek. Itt éveken át dolgozott együtt a kor egyik legjelesebb könyvgyűjtőjével, Somogyi Károllyal, aki gyűjteményét Szeged városára hagyta és azt máig a róla elnevezett könyvtárban őrzik. Pauer János egyházi pályája folytonosan emelkedett, és tudományos elismerése is növekedett. 1858-tól a Magyar Tudományos Akadémia levelező tagja, 1872-től segédpüspök. 1878-ban többszöri tiltakozása ellenére Ferenc József székesfehérvári püspökké nevezte ki.
Székfoglalását követően, könyvgyűjteményét egyben, leltárkészítés nélkül olvasztotta be az akkor már körülbelül 11000 kötetet számláló püspöki könyvtárba. Bár pontos adataink nincsenek, de feltehetően saját gyűjteménye is hasonló méretű lehetett, mindössze régi könyveit tartotta meg saját kezelésben. Püspöki kinevezése előtt szándékában állt gyűjteményét Székesfehérvár városára hagyni, ezt a tervét azonban mint láttuk megváltoztatta, értékes éremgyűjteményét így is az ekkor induló városi múzeumnak engedte át. Megyés püspöki működése alatt az egyházmegye szervezetében komoly újítást nem hajtott végre, könyvgyűjteményét azonban tovább növelte. Anyagi helyzete javulásával párhuzamosan gyűjtőszenvedélye ekkor fordult az ősnyomtatványok felé. Könyveit igazi bibliofil módjára nem csupán gyűjtötte, de azokat restauráltatta, szükség esetén újra köttette és a könyv tipográfiai jellemzőihez igazodó igényes gerinccímkéket készíttetett hozzájuk Szammer Kálmán székesfehérvári nyomdásszal és címkefestővel. Saját kezelésében lévő könyveinek katalógusát is elkészítette, ezek közül azonban csak az antikvákra vonatkozó feljegyzései maradtak ránk, azok is világháborús repesztől sérült állapotban és hosszú lappangás után kerültek elő a közelmúltban. 1889-es halálát követően külön kezelt könyveit is beolvasztották a püspöki könyvtár állományába.

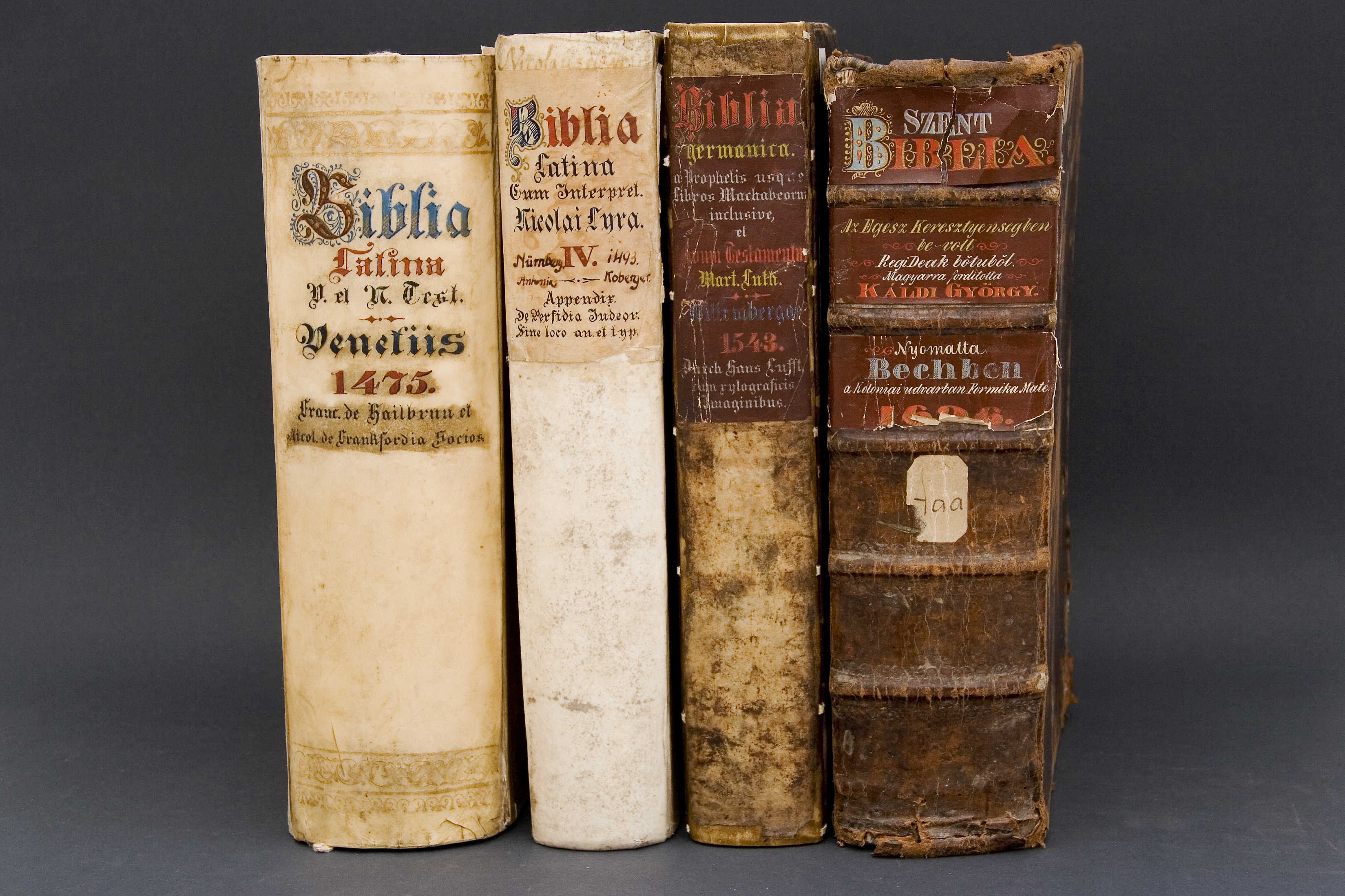
Szammer Kálmán díszkötései (fotó: Lakata Pál)

### A máig ható rendezés felé
Pauer halálát követően Steiner Fülöp került a székesfehérvári püspöki székbe. Steiner főpásztorkodása idején (1890-1900), egyházmegyéjének vezetése és a katolikus politikai mozgalmak elindítása és szervezése annyira lekötötte erejét, hogy a könyvtárra csupán csekély figyelmet fordíthatott. Így bár már Pauer beszerezte a könyvtár rendezéséhez legszükségesebb segédkönyveket a teljesen használhatatlan könyvtár rendezése továbbra sem történt meg. Ennek ellenére Steiner Fülöp ideje alatt a könyvtár mégis igen jelentős gyarapodásokat könyvelhetett el, hiszen az új főpásztor személyében ismét egy igazi bibliofil került az egyházmegye élére, még ha szenvedélyes szeretete a könyvek iránt nem is hasonlítható Paueréhez. Steiner hagyatékból a legfontosabb korabeli teológiai szakkönyvek és kritikai kiadások kerültek az állományba, szép egységes félbőr kötésben. Ami még ennél is fontosabb: Pauer mellett Steiner volt az egyetlen székesfehérvári főpásztor, aki tudatosan gyűjtötte az ősnyomtatványokat, illetve régi és ritka könyveket. A könyvtárban őrzött ősnyomtatványok közül 14 biztosan az ő szerzeménye, valamit további 10 antikváról is kétségkívül megállapítható, hogy az ő hagyatékaként került a könyvtár állományába.
Steiner halálát követően 1901-ben rövid ideig Várossy Gyula került a püspöki székbe, azonban nem egészen ötévi kormányzás után 1905-ben a kalocsai érsekség élére kapott kinevezést. Várossyt Prohászka Ottokár követte az egyházmegye élén. Prohászka kora egyik legmeghatározóbb gondolkodója volt. Sokoldalú érdeklődését és szellemi tevékenységét tükrözi vissza értékes könyvtára is, melyben a teológiai szakokon kívül, a kor legújabb filozófiai áramlatainak nagy alkotásai, társadalomtudományi munkák (például Engels és Marx művei), történelmi és politikai tematikájú könyvek egyaránt megtalálhatók. Prohászka püspöksége az egyházmegye életének minden területére üdítően hatott, így nem csodálkozhatunk rajta, hogy a könyvtárrendezésnek is neki fogott, ráadásul két alkalommal is.
Elsőként Radványi Miklós, korábbi megyei főlevéltáros látott neki a munka elvégzésének, 1906 és 1908 között. Rendkívül aprólékosan kidolgozott szakrendje azonban, a szűk könyvtárhelyiségekben nem bizonyult gyakorlatban is működtethető rendszernek. Második alkalommal Pécsy Jenő gimnáziumi tanár kísérelte meg a könyvtár rendezését. A világháború kitörését követően azonban Pécsy behívót kapott s halálát is a fronton lelte. A későbbiekben a püspöknek már sem ideje sem anyagi lehetősége nem volt a könyvtár rendezésével foglalkozni, 1927-es haláláig nem történt több kísérlet a hatalmasra duzzadt könyvanyag rendszerezésére vonatkozóan.

### Emelkedés és hanyatlás
1927 a szentéletű Prohászka püspököt követően Shvoy Lajos került az egyházmegye élére. Kormányzásának első éveiben anyagi lehetőségei nagyon szűkösek voltak, hiszen rendkívüli szociális érzékenységgel megáldott elődje idején az egyházmegye valóban erőn felüli anyagi áldozatokkal járult hozzá a háború és a trianoni békeszerződés következtében megjelent rászoruló tömegek megsegítéséhez.
A kezdeti nehézségek után egyre inkább kirajzolódtak Shvoy Lajos nagyformátumú tervei, ezek között szerepelt a város és az egyházmegye kulturális életének emelése is. A művelt és könyvszerető püspök 1934-ben megbízta Kuthy Istvánt, egyházmegyés papját a könyvtár rendezésével. A cél megvalósításához állami támogatást is szerzett, a Vallás és Közoktatásügyi Minisztérium vállalta, hogy Juhász József állástalan gimnáziumi tanár számára két éven át havi 80 pengőt folyósít, hogy a könyvtárrendezésben részt vehessen. Bár Juhász József a munka elvégzése előtt elhunyt, a rendezés ezúttal nem maradt félbe. A könyveket végül három méret szerinti osztályba (fólió, negyedrét, nyolcadrét) rendezve helyezték el a polcokon, sőt végre elkészült a szerzői betűrendes cédulakatalógus, mely máig használatban van. Ekkor alakították ki a különgyűjteményeket is; ezek a következők voltak: ősnyomtatványok, antikvák, régi magyar könyvek, kézirattár, egyházmegyei papírók, segédkönyvtár, folyóirattár, névtárak és évkönyvek illetve néhány évvel később 1941-ben létrejött a kölcsönkönyvtári részleg is. A könyvtár máig ezzel a különgyűjteményi struktúrával működik, bár a kölcsönkönyvtár tulajdonképpen 1945-óta lezárt, és eredeti hivatása szerint nem működő állományegységet képez.
Shvoy püspök elrendelte továbbá a szemináriumi és a püspöki könyvtár együttműködését is, a már 1934 óta főállású könyvtárosként működő Kuthy vezetése alatt. Ennek értelmében duplumcserékre, illetve a hiányos sorozatok kipótlására került sor. A két könyvtár állományának „összefésülése” során alapvető szempont volt, hogy a szemináriumi minél inkább támogatni tudja a papképzést. Így az egy, a korban valóban modernnek tekinthető állománnyal bíró teológiai szakkönyvtárrá fejlődött, míg a Püspöki Könyvtár erősebb muzeális jelleget öltött.
Harmadik nagy jelentőségű intézkedéseként Shvoy püspök 1935-ben egy háromtagú bizottságot hozott létre azzal a feladattal, hogy az egyházmegye valamennyi plébániai könyvtárát vizsgálják meg, a régi és ritka könyveket szállítsák be a Püspöki Könyvtárba, biztosabb megőrzés céljából. Az akció keretében mintegy 3000 kötetet szállítottak a palotába, köztük 2 ősnyomtatványt, 63 antikvát, számos régi magyar könyvet, megmentve ezzel őket a pusztulástól vagy elkallódástól. Shvoy püspök előrelátásának köszönhető, hogy az egyházmegyében a könyvtári értékmentés még a második világháború előtt megtörténhetett, ezzel minimalizálva a háború és az azt követő évek okozta veszteségeket.
Az ígéretes kezdet és a valóban jelentős eredmények azonban nem bontakozhattak ki teljes egészében, pedig Shvoy Lajos egészen 1968-as haláláig ugyanolyan szeretettel gondolt a könyvtárra, s utódai is folyamatosan igyekeztek azt fejleszteni.

## A Székesfehérvári Püspöki Könyvtár állománya
A Székesfehérvári Püspöki Könyvtár legértékesebb köteteit az úgynevezett kódexteremben őrzi, ahol az állandó hőmérséklet és páratartalom biztosítása megoldott. A ’30-as évek rendezése során kialakult teremben a könyvtárban őrzött történelmi értékű kéziratanyag, az ősnyomtatványok, az antikvák és a Régi Magyar Könyvek kerültek elhelyezésre. Ezek közül legjelentősebb az ősnyomtatvány gyűjtemény, de szintén országos viszonylatban is jelentős a könyvtár antikva gyűjteménye, mint azt a könyvtár 1601 előtti nyomtatványait számba vevő katalógusának előszavában Velenczei Katalin megállapítja.

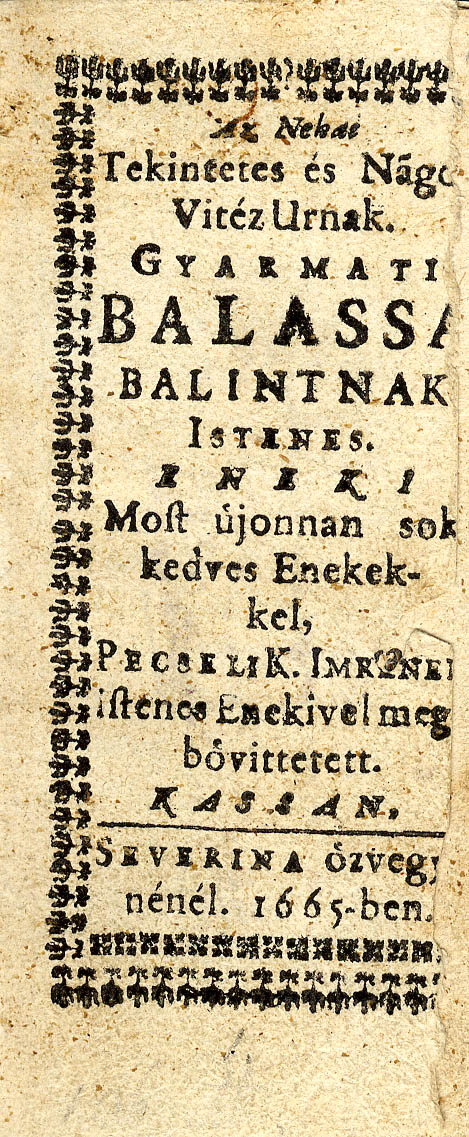
Balassi Bálint: Istenes éneki. Kassa 1665.

### Ősnyomtatványok
A könyvtárban ma összesen 517 kötetnyi incunabulum található, ami az ország negyedik legnagyobb ilyen gyűjteményét képezi. Ez a kiemelkedően fontos pozíció legnagyobb részben Pauer János püspök gyűjtésének köszönhető. 455 kötet esetében biztosan megállapítható, hogy az ő beszerzése révén került be az állományba, további 45 esetben nem egyértelmű, hogy a már meglévő állományból emelte ki, vagy saját maga szerezte be. Pauer ehhez a hatalmas mennyiségű ősnyomtatványhoz 1879 és 1886 között jutott hozzá – és ami még megdöbbentőbb: 256 kötetet 1885 novembere és 1886 januárja között. Ősnyomtatvány gyűjtésének megindulása mögött nyilván anyagi lehetőségeinek javulását kell látnunk. 1885-ig gondos válogatás alapján neves hazai és külföldi antikváriumoktól összesen 177 kötetet vásárolt. Az 1885-86-ban a bécsi Kohn könyvkereskedőnél 3 szállítmánnyal beszerzett 256 kötet azonban már nem gondos válogatásra utal. A kötetekben kivétel nélkül megtalálhatók a bécsi Hofbibliothek egykori jelzetei. Ez alapján tudjuk, hogy a császári könyvtár 1851-1871 között elkülönített, majd elárverezett duplumainak tömeges felvásárlása révén kerültek a kötetek Székesfehérvárra.

### Antikvák
A Székesfehérvári Püspöki Könyvtár összesen 611 darab 16. században nyomtatott kötetet őriz, ezek közül 280 kötet biztosan Pauer János szerzeménye. Ezek közül 225 kötetnyit már megyés püspöki kinevezése előtt beszerzett. A kötetek között olyan különlegesen értékes könyvek is megtalálhatók, mint például a Steiner Fülöp püspök által vásárolt, 1516-ban Bázelben nyomtatott Homiliae sive conciones populares című munka, mely eredetileg a mohácsi csatamezőn elesett Homorogdi Miklós váradi prépost tulajdonában volt, és aminek értékét tovább növeli budai reneszánsz kötése.

### Régi magyar könyvek
Bár a maga 175 kötetével, állományának nagyságát tekintve a könyvtár RMK gyűjteménye messze elmarad az antikvák és ősnyomtatványok mögött, így is számos kiemelkedő jelentőségű munka tartozik ide. Minden kétséget kizárólag legfontosabb Balassi Bálint Istenes éneki-nek 1665-ös kassai, Severini Susanna által jegyzett kiadása, mely ugyan csak töredékben van meg a könyvtárban, de így is unikálisnak tekinthető (bár a könyv egy lapja a Kolozsvári Egyetemi Könyvtárban is fellelhető). A kötetet Pauer János püspök áztatta ki egy ismeretlen könyv kötéstáblájából, a nagyközönség először az 1882-es országos könyvkiállításon láthatta. Hasonlóan fontos Meleghi Ferenc Bonum principium című 1680-ban a nagyszombati nyomdában készült műve, mely az említett Balassi munkához hasonlóan egyetlen példányban maradt ránk, s melyet szintén Pauer Jánosnak köszönhetően őrizhet a könyvtár.

### Kéziratok
Ez a máig folyamatosan gyarapodó gyűjtemény két részre oszlik, a kódex teremben tárolt történeti értékű kéziratos alkotásokra, illetve a modern anyagra mely az utóbbi évtizedekben, elsősorban szakdolgozatokkal gyarapodott. A könyvtár kézirattára négy középkori kódexet őriz, ezek közül legjelentősebb a Pauer János által vásárolt, 14. század végéről származó Arisztotelész Metafizikáját tartalmazó pergamen kódex.

### Törzsgyűjtemény
A Székesfehérvári Püspöki Könyvtár törzsgyűjteménye, sajnos ma még csak kisebb részben lett számítógéppel feltárva. Meglévő cédula katalógusai sok esetben hiányosak, pontatlanok. Állományának pontos nagyságát így nem lehet meghatározni; becslések alapján 60 és 70 ezer közti kötetet őriz, ami évente néhány száz munkával gyarapszik. Gyűjtőköre elsősorban a teológiai irodalom valamennyi szakterülete, továbbá az egyháztörténeti és művészettörténeti munkák, valamint igyekszik beszerezni a legfontosabb könyvészeti, könyvtörténeti és könyvtári szakirodalmat.

## A könyvtár ma
A Székesfehérvári Püspöki Könyvtár  jelenleg nyilvános magánkönyvtárként működik, előzetes bejelentkezés után bárki számára látogatható. Gyűjtőköre elsősorban a katolikus teológiai szakirodalom és az egyháztörténet területén megjelenő műveket fedi le. Állománya nem kölcsönözhető, ugyanakkor a helyben használat mindenki számára ingyenes, a régi és ritka könyvek esetében intézményi ajánláshoz kötött.

## Kapcsolódó oldalak
- Székesfehérvári püspöki palota